# Jüdischer Friedhof (Zillisheim)

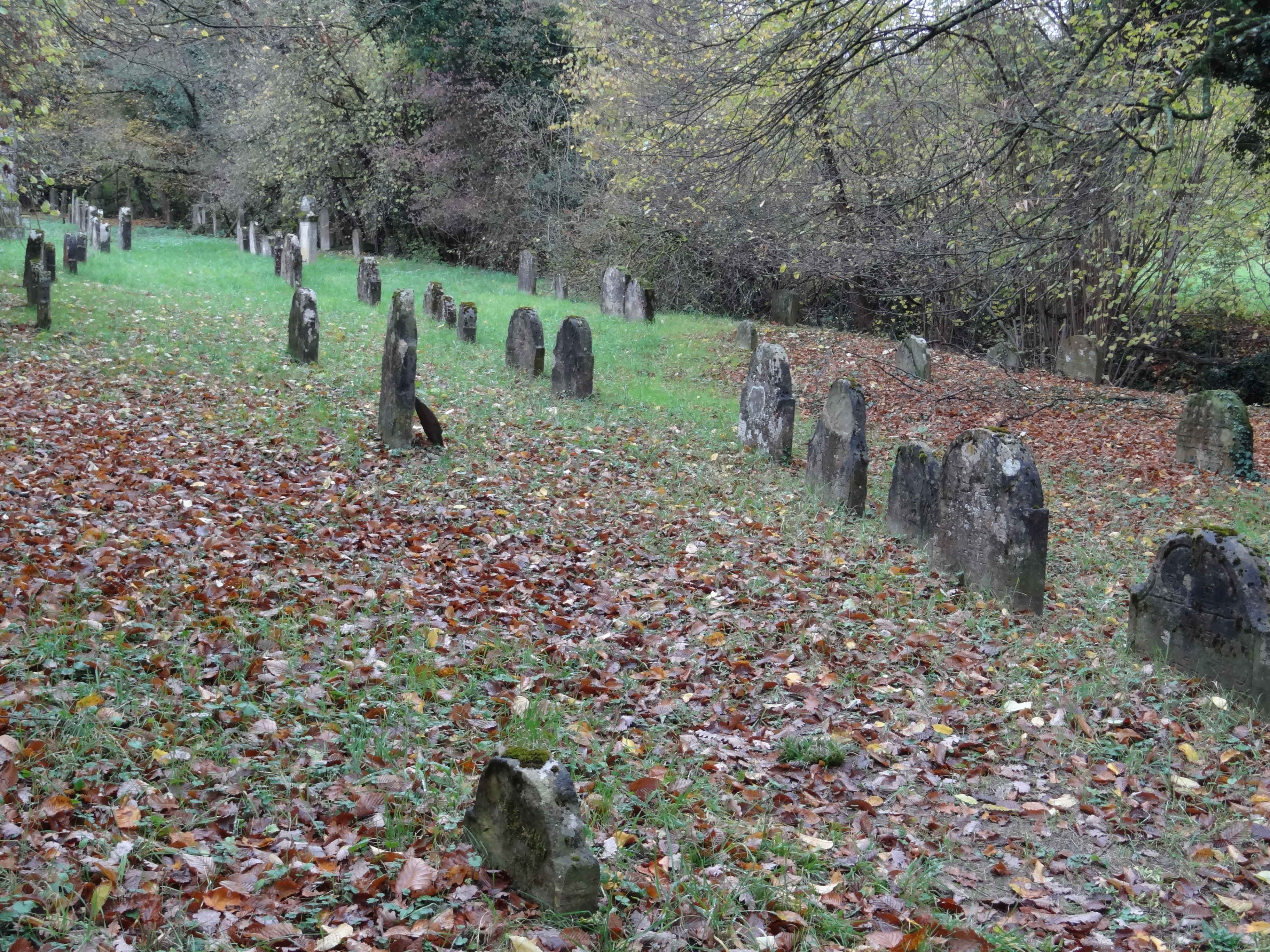
Jüdischer Friedhof in Zillisheim

Der Jüdische Friedhof in Zillisheim, einer französischen Gemeinde im Département Haut-Rhin im Elsass, wurde errichtet, nachdem aus Basel und Mülhausen vertriebene Juden sich im Mittelalter in Zillisheim niederließen. Der jüdische Friedhof liegt an der Rue du Château.
Die letzten Bestattungen erfolgten in den 1970er Jahren.